# Distretto di Chengzihe
Il distretto di Chengzihe (城子河区S, ChéngzǐhéP) è un distretto della Cina, situato nella provincia di Heilongjiang e amministrato dalla prefettura di Jixi.